# 福萨诺
福萨诺（義大利語：Fossano），是意大利库内奥省的一个市镇。总面积130平方公里，人口24709人，人口密度190.1人/平方公里（2009年）。ISTAT代码为004089。

## 友好城市
- 阿根廷拉斐拉
- 義大利坎波诺加拉
- 波蘭Długołęka（英语：Gmina Długołęka）